# Ryydynpohja
Ryydynpohja est un quartier de Tampere en Finlande,.

## Description
Ryydynpohja est un quartier de l'ouest de Tampere, entre Lielahti et Ylöjärvi. 
Ryydynpohja est voisin des quartiers de Lamminpää, Pohtola et de Lintulampi.

## Galerie

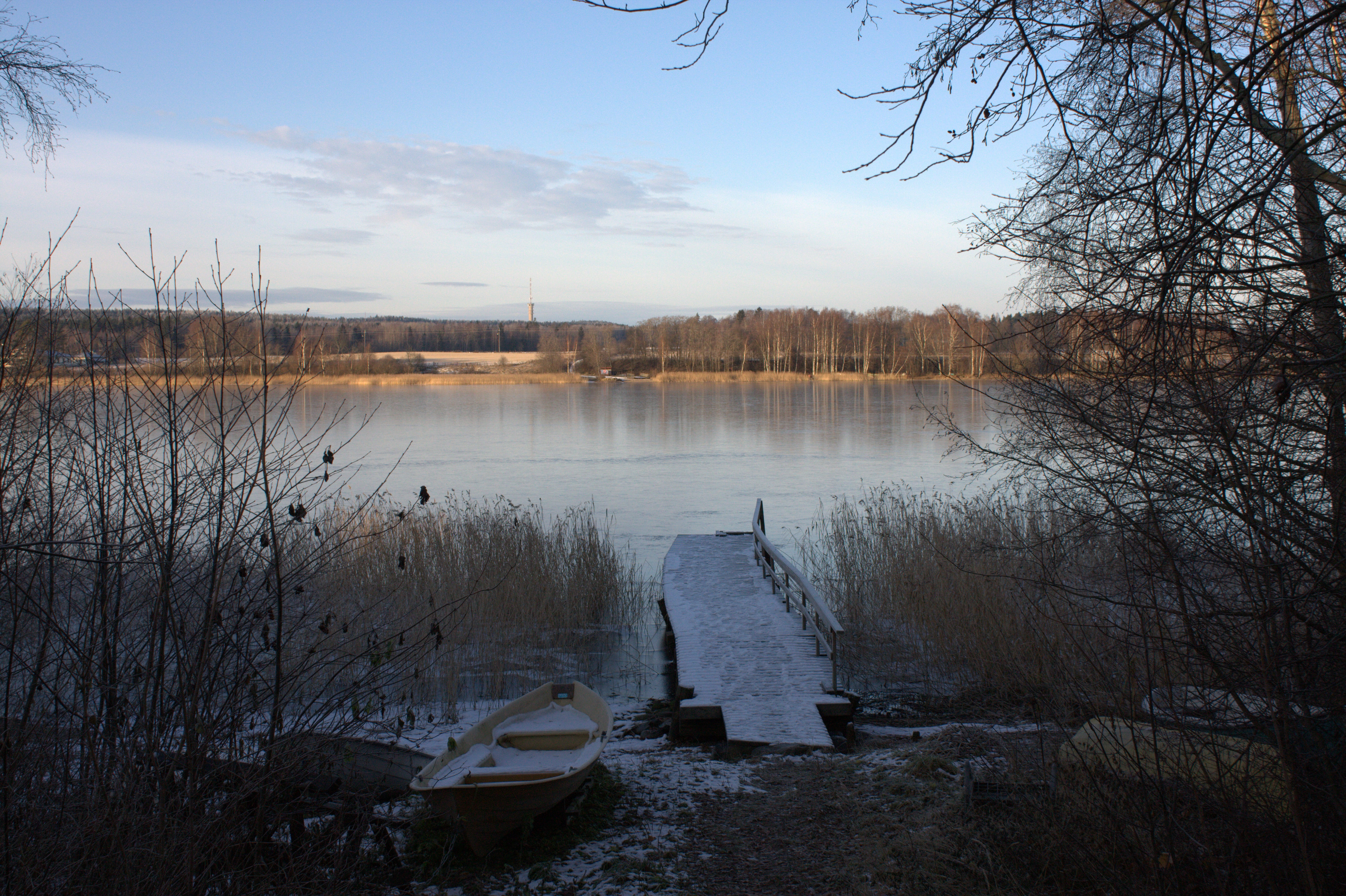
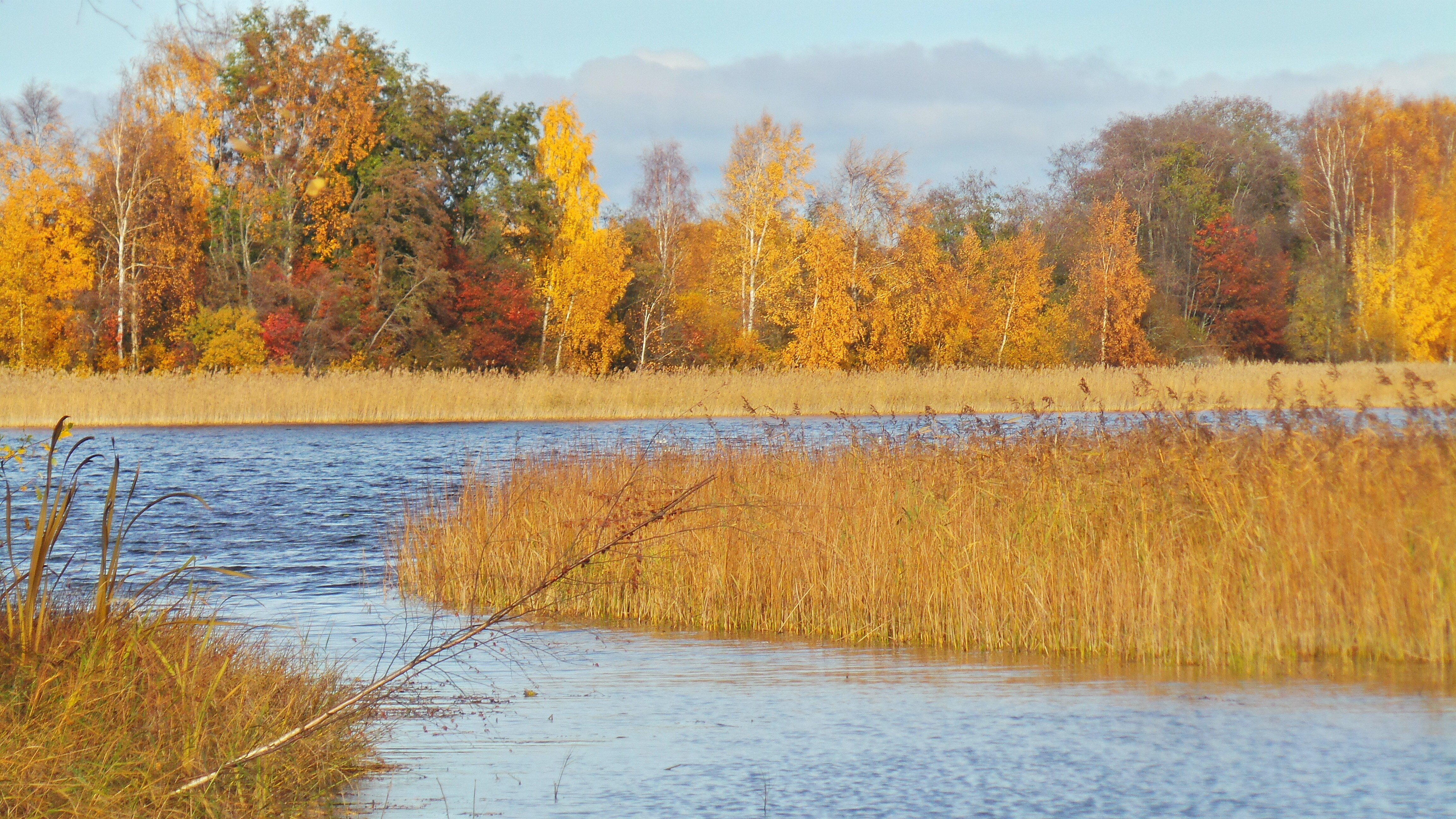
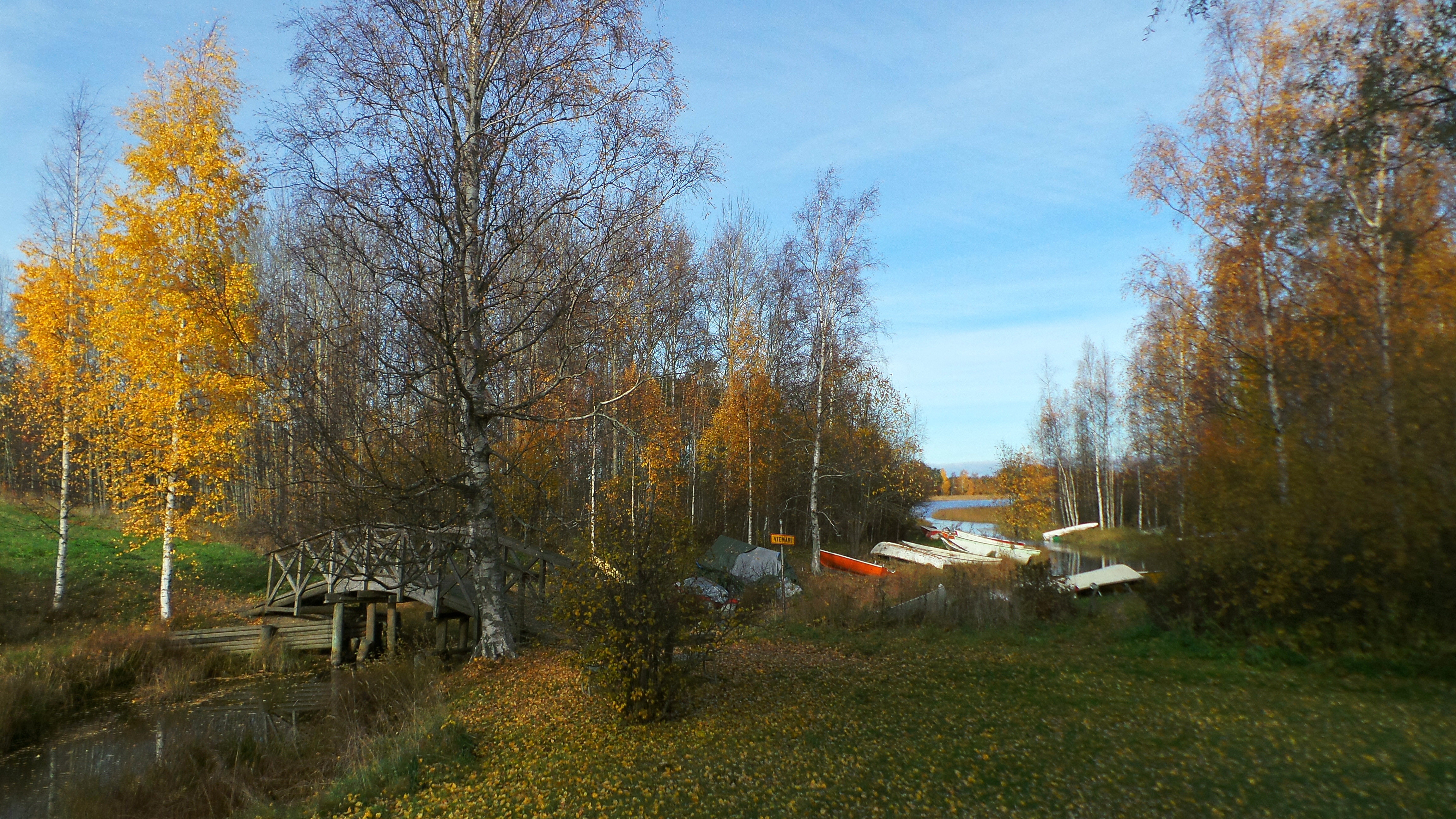